# 태풍 녹텐 (2016년)
태풍 녹텐(NOCK-TEN)은 2016년 제26호 태풍이다. 녹텐은 라오스에서 제출한 이름으로 물총새를 의미한다.

## 개요
태풍 녹텐은 12월 22일 오전 3시에 중심기압 1000hPa, 최대풍속 18m/s, 강풍 반경 110km, 크기 '소형'의 열대폭풍으로 미국 괌 남서쪽 약 840km 부근 해상에서 발생하였다. 발생 이후 서~서북서진하며 급발달해서 12월 24일 오전 9시에 필리핀 마닐라 동쪽 약 870km 부근 해상에서 중심기압 915hPa, 최대풍속 51m/s, 강풍 반경 330km(북쪽 반경)의 세력 '매우 강', 크기 '중형'(일본 기상청 태풍정보 속보치 기준)의 태풍으로 최성기를 맞이하였다. 그리고 최성기 세력으로 12월 25일 오후 7시 30분쯤에 필리핀 동부 카탄두아네스주에 상륙하였다. 필리핀 관통 뒤 남중국해에 진출해서 서북서~서남서진하며 급약화되었고, 12월 28일 오전 3시에 필리핀 마닐라 서쪽 약 700km 부근 해상에서 중심기압 1004hPa의 열대저압부로 약화되었다.(한국 기상청 기준으로는 1000hPa)
| 순위 | 태풍번호       | 태풍이름            | 최대풍속 (1분 평균) |
| ---- | -------------- | ------------------- | ------------------- |
| 1위  | 6118           | NANCY               | 185 kt              |
| 2위  | 6124           | VIOLET              | 180 kt              |
| 3위  | 5822           | IDA                 | 175 kt              |
| 4위  | 1330 1614 2019 | HAIYAN MERANTI GONI | 170 kt              |
| 5위  | 1923 7920 2102 | HALONG TIP SURIGAE  | 165 kt              |
| 6위  | 1919 1013      | HAGIBIS MEGI        | 160 kt              |
| 7위  | 1821           | JEBI                | 155 kt              |
| 8위  | 1826           | WUTU                | 150 kt              |
| 9위  | 1902           | WUTIP               | 145 kt              |
| 10위 | 1626           | NOCK-TEN            | 140 kt              |

## 제명
이 태풍은 필리핀을 성탄절에 강타해 큰 피해를 끼치고 제명되어 힌남노로 대체되었다.

## 같이 보기
- 태풍 두리안 (2006년)
- 태풍 덴빈 (2017년)
- 태풍 간무리 (2019년)
- 태풍 판폰 (2019년)
- 태풍 고니 (2020년)
- 태풍 라이 (2021년)